# Спрюэнс, Рэймонд Эймс
Рэ́ймонд Эймс Спрю́энс (англ. Raymond Ames Spruance; 3 июля 1886 — 13 декабря 1969) — американский адмирал периода Второй мировой войны, выпускник Военно-морской академии США 1906 года.

## Битва у атолла Мидуэй
В битве у атолла Мидуэй заместил заболевшего Уильяма Хэлси на посту командующего 16-м оперативным соединением (англ. Task Force 16), состоявшим из авианосцев Enterprise и Hornet, тяжёлых крейсеров New Orleans, Minneapolis, Vincennes, Northampton, Pensacola, лёгкого крейсера Atlanta, 11 эсминцев и 2 танкеров.

## Окинава
В битве за Окинаву Спрюэнс в звании адмирала возглавлял 5-й флот, командование которым принял в апреле 1944 года.

## Послевоенная карьера
После войны Спрюэнс командовал Тихоокеанским флотом США, а в 1946 году стал президентом Военно-морского училища США, где служил до увольнения из флота в июле 1948 года. В 1952-55 годах служил послом США в Республике Филиппины. Умер в Пебл-Бич, штат Калифорния, 13 декабря 1969 года.

## Семья
В битве у атолла Мидуэй во время посадки одного из пикирующих бомбардировщиков с авианосца Yorktown на Enterprise пилот ударил машину о палубу с такой силой, что самолёт разбился. Сотрясение привело в действие его автоматическое оружие; посыпавшиеся по помосту пули убили несколько человек, в числе которых оказался сын контр-адмирала Спрюэнса.
В 1969 году в ДТП погиб второй его сын.

## Память
В честь Рэймонда Спрюэнса были названы два эскадренных миноносца ВМС США: один типа «Спрюэнс» (USS Spruance (DD-963), спущен на воду в 1973 году) и один типа «Арли Бёрк» (USS Spruance (DDG-111)).